# 김영욱 (1994년)
김영욱(한국 한자: 金永旭, 1994년 10월 29일 ~ )은 대한민국의 축구 선수이다. 포지션은 공격수이다.